# Mallgård källmyr
Mallgård källmyr är ett naturreservat i Levide socken i Region Gotland på Gotland.
Området är naturskyddat sedan 1985 och är 7 hektar stort. Reservatet består av en källmyr. 